# Арсен
Арсен (As, лат. arsenium) металоид је A, групе. Има четири изотопа: 73, 74, 75 и 76, од којих је постојан само 75.
Заступљен је у земљиној кори у количини од 2,5 ppm (енгл. parts per million) у облику неколико минерала од којих је најраспрострањенији арсенопирит који се често налази и у лежиштима пирита.
Његова једињења су била позната још у античко доба. У чистом облику први га је издвојио алхемичар Алберт Велики у дванаестом веку, мада на то откриће претендују и старији арапски алхемичари и кинески народни лекари.
Сигурно најпознатије једињење арсена је врло токсичан As2O3. Нетоксичне соли арсен(V) су састојци пестицида, као и додаци стаклу дајући му зеленкасту боју.
 Биолошки значај - неколико ензима који су неопходни за живот садрже арсен. Арсен је један од микроелемената и његова минимална дневна количина је веома ниска 0,04 милиграма. Соли арсена(III) су веома отровне и изазивају рак. Смртоносна доза износи 50 милиграма. Соли арсена(V) су неотровне, али имају јако бактерицидно дејство. Ипак уношењем великих количина оне се нагомилавају у организму и редукују се до токсичних соли арсена(III).
Арсен поседује две алотропске модификације: прва модификација- алфа је крх метал, који бурно реагује са водом. Друга модификација- бета је златне боје, много мање реактивна од алфа модификације. Чист арсен се додаје неким легурама челика, а и додаје се силицијуму у електронској индустрији.

## Историја
Име елемента арсен изведено је непосредно из грчког αρσενικόν (arsenikón), израза који је првобитно означавао минерал арсена аурипигмент. Споменут је већ у 1. веку у делима грчког лекара и ботаничара Диоскорида. С друге стране, постоје назнаке да реч потиче из средњоперсијског al-zarnik израза који је првобитно означавао минерал арсена аурипигмент. Споменут је већ у 1. веку у делима грчког лекара и ботаничара Диоскорида. С друге стране, постоје назнаке да реч потиче из средњоперсијског arsenikós, што отприлике значи мушки, снажно. Тек од 19. века почиње се користити данашњи назив арсен. Симбол елемента As предложио је 1814. године Јакоб Берцелијус.
Сматра се да се први контакти и употреба арсена од стране античких људи може доказати почев од 3. века п. н. е. У коси мумије пронађене у глечеру у Алпама назване Еци пронађене су велике количине арсена, што у археолошком смислу представља доказ да се унесрећени човек бавио прерадом бакра, јер су руде бакра често загађене арсеном. У класичној антици, арсен је био познат у облицима сулфида аурипигмента и реалгара које је описао Теофраст, наследник Аристотела. Такође је и грчки филозоф Демокрит у 2. веку п. н. е. је знао за одређена једињења арсена. Из папируса X из холандског града Лајден из 3. века може се закључити да се арсен користио за бојење сребра у златну боју као и бакра у бело. Римски цар Калигула је наводно у 1. веку н. е. наредио пројекат за прављење злата из (златножутог) аурипигмента. Алхемисти, који су познавали једињења арсена из античких радова попут Physica et Mystica, сматрали су да је арсен у некој вези са живом и сумпором. арсен(III)-сулфид се тада користио као боја у молерским радовима и средство за депилацију, као и спољашњу и оралну примену код лечења неких плућних болести.
У средњем веку арсеник (арсен(III)-оксид) се могао наћи у испарењима из бројних ковачница и металуршких топионица. У чистом облику први га је издвојио алхемичар Алберт Велики око 1250. године, путем редукције арсеника са угљом. Због тога се он традиционално сматра откривачем елемента, мада постоје бројни докази да се елементарни арсен добијао и много раније. Парацелсус га је у 16. веку увео у медицину. Отприлике у исто време једињења и лекови на бази арсена су описани у кинеској енциклопедији Бенкао Гангму коју је саставио апотекар Ли Ши-џен. Он је нарочито истицао његову употребу као пестицид на рижиним пољима.
У 17. веку холандски сликари су много користили жути аурипигмент као боју краљевску жуту за своје радове. Пошто се пигмент током времена претвара у арсен(III)-оксид и мрви са платна, настају велике потешкоће при рестаурирању тих слика. Од 1740-их година препарати од арсена почели су се успешно користити за бојење и заштиту семена биљака пре сијања. Додаци арсена су се додавали у ливено олово да би се таквим оловним легурама дала већа тврдоћа. Таква легура је нашла примену у производњи оловне сачме. Иако је давно уочена отровност арсена и позната његова примена као убојити отров, почетком 19. века арсен је био једно од најзначајнијих средстава против астме. Основ за овакво кориштење су биле приче у којима се Кинезима приписивало да користе арсен у комбинацији са дуваном за пушење, да би, како се веровало, плућа била јака као ковачки мехови. Арсен се користио и у облику бакарних арсената у средствима за бојење попут париског зеленог за израду тапета. При повећаној влажности овај пигмент се под утицајем гљивица плесни претварао у отровна испарљива арсенова једињења, која су често водила до хроничног тровања арсеном.
Арсен је нашао примену чак и рату: у Првом светском рату једињења арсена су се користила у хемијским оружјима као што су луизит и плави крст. Делујући на кожу и плућа жртава, ови отрови наносили су страховите болове и тешка телесна оштећења.

## Распрострањеност
Арсен се у малим концентрацијама до 10 ppm појављује готово свуда у земљишту. У Земљиној кори присутан је у приближној количини као уранијум и германијум. У континенталној Земљиној кори просечна количина арсена износи око 1,7 ppm (eng. parts per million, делова на милион), а због својих литофилних особина (воли силикате) у горњим слојевима коре много је више заступљен него дубље у Земљиној кори (2 ppm у односу на 1,3 ppm у дубљим слојевима коре). Арсен се налази на 53. месту табеле најчешћих хемијских елемената на Земљи. Може се наћи у облику неколико минерала од којих је најраспрострањенији арсенопирит који се често налази и у лежиштима пирита.
Арсен се у природи може наћи самородан, тј. у свом елементарном облику те га због тога Међународна минеролошка асоцијација (IMA) убраја у минерале. Према систематици минерала по Струнцу (немачко говорно подручје, 9. издање) арсен је сврстан под системски број „1.CA.05“ (елементи – полуметали (металоиди) и неметали – арсенова група елемената) У старијој систематици (8. издање) арсен је био уврштен у групу I/B.01-10. У енглеском говорном подручју, по систематици минерала (Dana), елемент је уврштен у системску групу минерала „01.03.01.01“.
До 2011. године у свету је пронађено око 330 налазишта самородног арсена У Европи, самородног арсена има у Немачкој (на Шварцвалду у покрајину Баден-Виртемберг, у Хесену, те у Тирингершкој шуми), Аустрији, Швајцарској (кантони Ааргау и Вале), Белгији, Бугарској, Финској, Француској, Грчкој, Италији, Ирској, Норвешкој, Пољској, Румунији, Шведској, Словачкој, Шпанији и Великој Британији. Осим тога, пронађен је и у Аустралији, Боливији, Чилеу, Јапану, Канади, Киргистану, Мадагаскару, Малезији, Мароку, Монголији, Перуу и САД.
Међутим, много чешће од самородног елемента могу се наћи различити међуметални спојеви са антимоном (алемонтит) и бакром (алгодонит), као и у облику разних минерала, који у највећем обиму спадају у класе сулфида и сулфосоли. До 2011. године у свету је откривено укупно 565 различитих арсенових минерала. Највећа концентрација арсена у минералима измерена је, између осталих, у минералу дурануситу (око 90%), затим минералима скутерудиту и арсенолиту (око 76%), мада су они врло ретки и тешко их је пронаћи. Са друге стране, по целом свету су распрострањени врло чести минерали арсенопирит, реалгар и аурипигмент. Осим њих, познати су и минерали кобалтит, домејкит (добио име по пољском минерологу Игнасу Домејку), енаргит, герсдорфит, проустит, сперилит и сафлорит.

## Особине

### Изотопи
Познато је неколико вештачки добијених радиоактивних изотопа арсена са масеним бројевима између 65 и 87. Времена полураспада се крећу између 96 ms (код 66As) до 80,3 дана (код 73As). Природни арсен се састоји искључиво од изотопа 75As, те је стога арсен мононуклидни (анизотопски) елемент. Одговарајуће језгро атома арсена састоји се из тачно 33 протона и 42 неутрона. Спин атомског језгра износ 3/2.

### Структура
Арсен посједује две алотропске модификације: прва модификација, алфа је крак метал, који бурно реагује са водом. Друга модификација, бета је златне боје, много мање реактивна од алфа модификације. Чист арсен се додаје неким легурама челика, а и се додаје силицијуму у електричној индустрији.

## Једињења арсена
Арсен гради два оксида:
Арсен(III) оксид - Познатији је и по називу арсеник. Индустријски је најважније једињење арсена. Добија се пржењем неке арсенове руде, најчешће арсенопирита:
{\displaystyle 2FeAsS+5O_{2}\rightarrow Fe_{2}O_{3}+SO_{2}+As_{2}O_{3}}
Има одлике безбојне стакласте масе која стајањем постаје непрозирна. Јак је отров, али се и у малим количинама употребљава као лек. У вези са њим су основане неке спекулације у вези са смрћу Наполеона Бонапарте. Киселе и базне особине овог оксида су слабо изражене. Арсенатна киселина, која се гради дејством воде на арсен(III) оксид, показује слабо киселу реакцију. Према томе, арсен (III)-оксид је амфотеран оксид, али са јаче израженим киселим особинама.
Арсен(V)-оксид - Добија се када се арсениковој киселини одузме вода. Када се арсенатна киселина загрева 2 сата на око 210 °C добија се овај арсенов оксид као бела, стакласта чврста супстанца која се расплињује:
{\displaystyle 2H_{3}AsO_{4}\rightarrow As_{2}O_{5}+3H_{2}O}
При загревању, распада се на арсен (III)-оксид и ослобађа се кисеоник. Лако је растворан у води, стварајући арсенатну киселину. Познато је неколико арсената од којих индустријски значај има калцијум-арсенат, који су употребљава за уништавање штеточина и натријум арсенат,  који се употребљава при штампању памучног платна.
Арсенитна киселина - Гради молекул пирамидалног облика са OH групама везаним за арсен. Слаба је киселина. Опаснија је у свом анхидриду.
Арсенатна киселина - Безбојна слаба киселина. Индустријске сврхе ове киселине су веома ограничене због њене отровности. Има улогу у облагању неких дрва и за неке пестициде. Коришћена је и против трипанозоме, узрочника болести спавања. Ова употреба није била веома практична због велике количине потребне за дезинфикацију, која би одала токсичне последице.